# Thanit Jitnukun

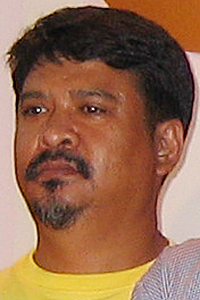
Thanit Jitnukun

Thanit Jitnukun (alternative Schreibweise Tanit Jitnukul oder Thanit Chitnukun; Thai: ธนิตย์ จิตนุกูล; * 24. November 1956 in der Provinz Songkhla, Thailand) ist ein thailändischer Regisseur, Drehbuchautor und Produzent.

## Leben
Thanit absolvierte die Siam Vocational School und startete seine künstlerische Laufbahn als Plakatmaler für Filmposter. Seine Filmkarriere begann 1985 als Co-Regisseur mit dem Spielfilm Suem Noi Noi Galon Mark Noi. Den Durchbruch und die damit verbundene internationale Aufmerksamkeit erlangte er vor allem durch effektvolle Historieninszenierungen der thailändischen Geschichte, wie Bang Rajan – Kampf der Verlorenen, Kunpan und Sema – The Warrior of Ayodhaya. Diese Werke verbanden oftmals historische Fakten mit einem Höchstmaß an Authentizität und gewaltigen Schlachtszenen, so dass die internationale Presse beispielsweise Thanitts Bang Rajan mit Mel Gibsons Braveheart verglich.
Des Weiteren realisierte er auch Filme im Horrorgenre wie auch Krimis und Komödien.

## Filmografie (Auswahl, Regie)
- 1998: Crime Kings (เสือโจรพันธุ์เสือ, Suea Chon Phan Suea)
- 1999: Hello Countryside (สวัสดีบ้านนอก, Sawaddi Ban Nork)
- 2000: Bang Rajan – Kampf der Verlorenen (บางระจัน, Bangrachan)
- 2001: The Moonhunter (ตุลา สงครามประชาชน, 14 tula, songkram prachachon)
- 2002: Kunpan (ขุนแผน, Khun Phaen)
- 2003: Sema – The Warrior of Ayodhaya (ขุนศึก, Khunsuek)
- 2004: Art of the Devil (คนเล่นของ, Khon Len Khong)
- 2004: Bangkok Robbery 102 (102 ปิดกรุงเทพปล้น, 102 Pit Krungthep Plon)
- 2005: Andaman Girl (จี้, Chi)
- 2005: Hell – Gefangene des Jenseits (นรก, Narok)
- 2006: Black Night (ลาง-หลอก-หลอน, Lan - Lok - Lon)
- 2006: Red Eagle (อินทรีแดง, In-Si Daeng)
- 2006: First Flight (แรกบิน, Raek Bin)

## Auszeichnungen
Für Bang Rajan – Kampf der Verlorenen gewann er den Preis für die Beste Regie der Thailand National Film Association Awards. Der Film wurde im Jahr 2000 beim kanadischen Fantasia Festival aufgeführt, wo er sich den zweiten Platz in der Kategorie Internationaler Filmbeitrag sicherte.